# Système d'aide à l'exploitation et à l'information voyageurs

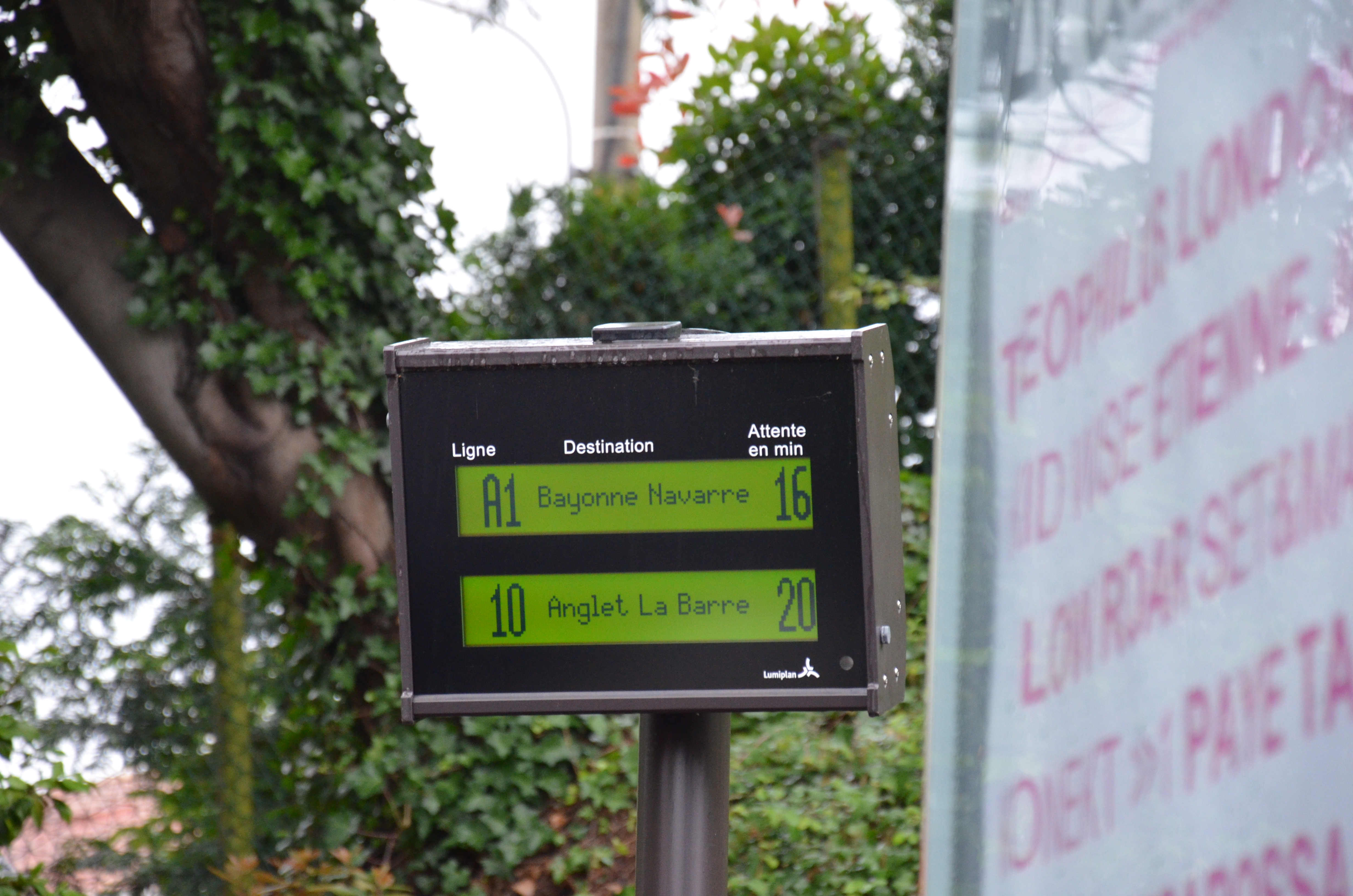
Une borne d'information voyageurs tirant ses informations du SAEIV du réseau Chronoplus.

Le système d'aide à l'exploitation et à l'information voyageurs, abrégé SAEIV, est un système de localisation en temps réel de véhicules de transport en commun afin d'améliorer l'exploitation, la gestion et la régularité des véhicules en circulation.

## Principe de fonctionnement
Le SAEIV est séparé en 2 parties distinctes :
- Le Système d'Aide à l'Exploitation (SAE) qui combine plusieurs outils (le GPS et l'odomètre principalement) pour localiser le véhicule, et envoie ensuite ces informations au conducteur ou à l'exploitant via des interfaces ;
- Le Système d'Information Voyageurs (SIV), aussi appelé Système d'information dynamique des voyageurs[2], qui informe les clients de la destination du bus, du prochain arrêt et de l'info trafic sur la ligne via différents outils.

### Système d'aide à l'exploitation (SAE)

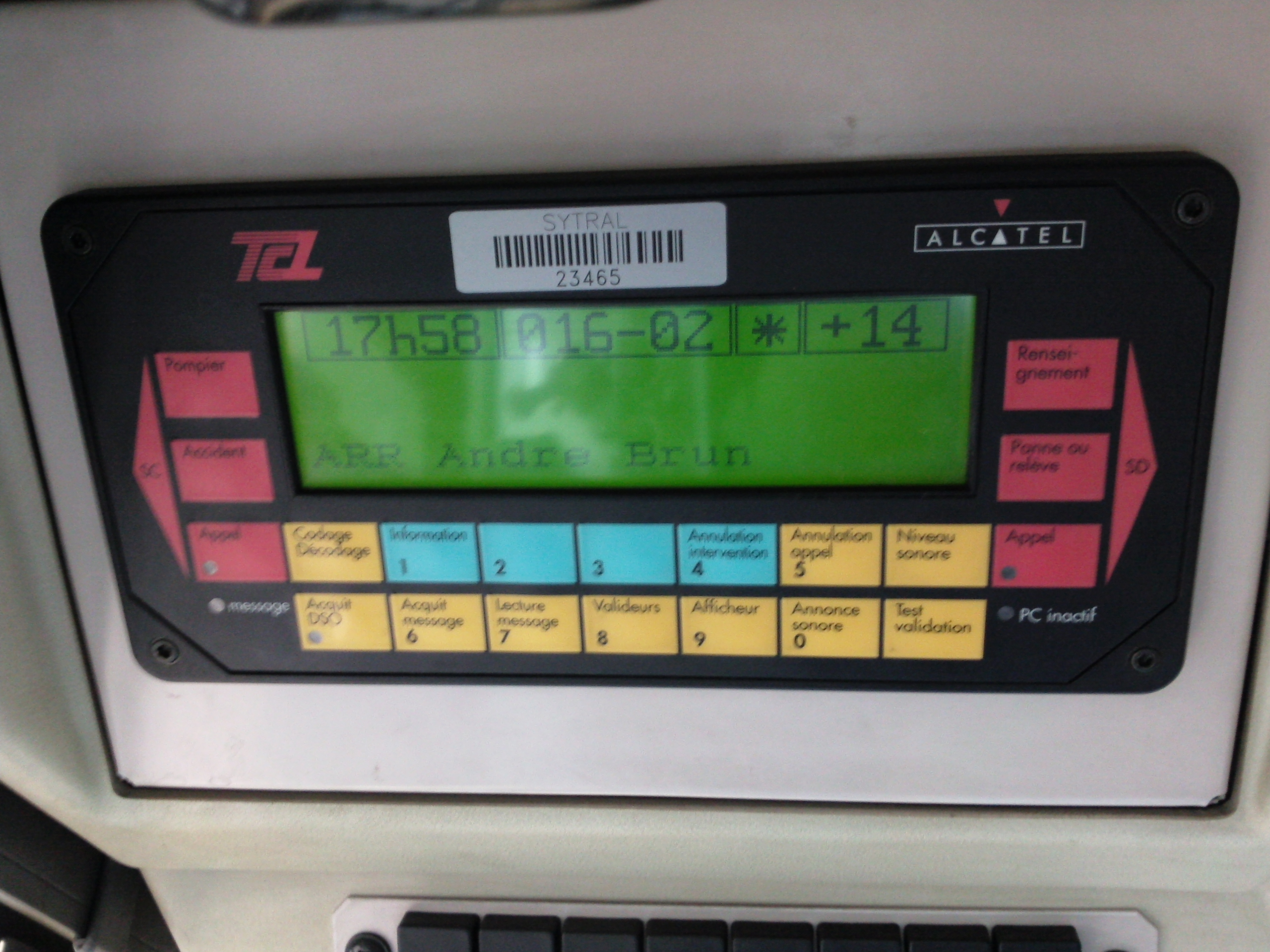
Ancien pupitre au conducteur sur le réseau TCL.

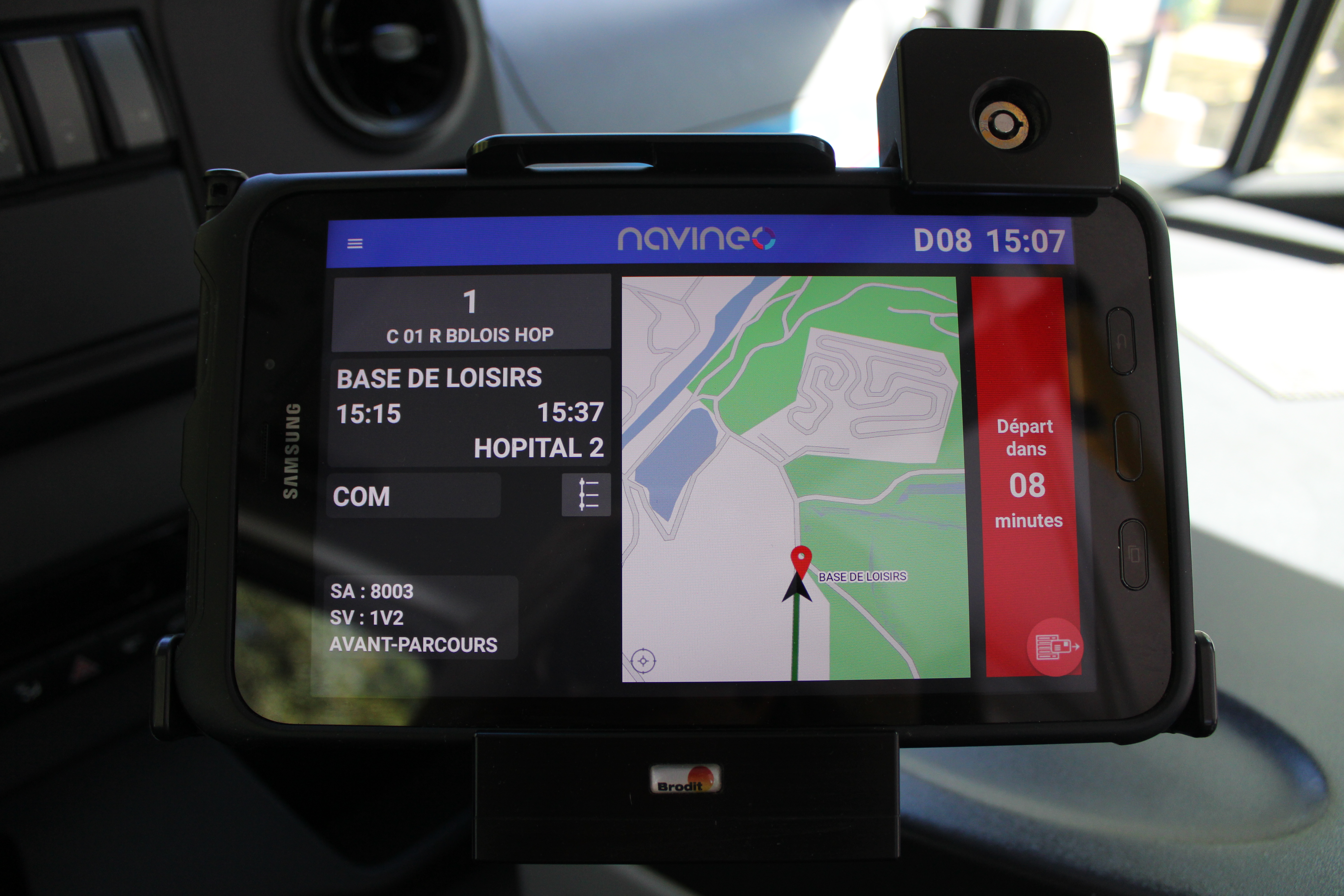
Le système Navinéo de Engie Ineo se base sur une tablette tactile en guise de pupitre conducteur.

#### Dans les véhicules
Dans les bus, l'odomètre compte le nombre de mètres parcouru afin de déterminer sa position et le prochain arrêt. Ce décompte peut se recaler soit lorsque le conducteur ouvre les portes (ce qui veut dire que le bus est à l'arrêt) soit avec le GPS.
Le conducteur peut consulter ces infos via une interface qui lui indique son avance/retard ou les différents incidents sur la ligne. Si le véhicule est en avance, l'interface le signale afin que le conducteur ralentisse (il est préférable d'avoir un bus en retard d'une à 2 minutes qu'un bus en avance). Le conducteur dispose également du plan de la ligne sur son interface.

#### Au PCC
Pour le PCC, le suivi en temps réel de l'exploitation (suivi des prises de service des conducteurs, de la ponctualité/régularité…) permet d'agir en temps réel pour maintenir la qualité de service du réseau. Les communications entre l'exploitant et les conducteurs s'effectue par un réseau radio 3RP ou via le réseau data (GPRS, 3G, 4G,...).
Le PCC peut également passer des appels individuels (appel d'un seul bus) ou groupés (appel général ou de plusieurs lignes), ou envoyer des messages sur l'interface du SAE des conducteurs. En cas d'appel de détresse, le bus concerné est automatiquement localisé, et l'opérateur peut décider d'envoyer une équipe d'intervention sur place.

### Système d'information voyageurs (SIV)

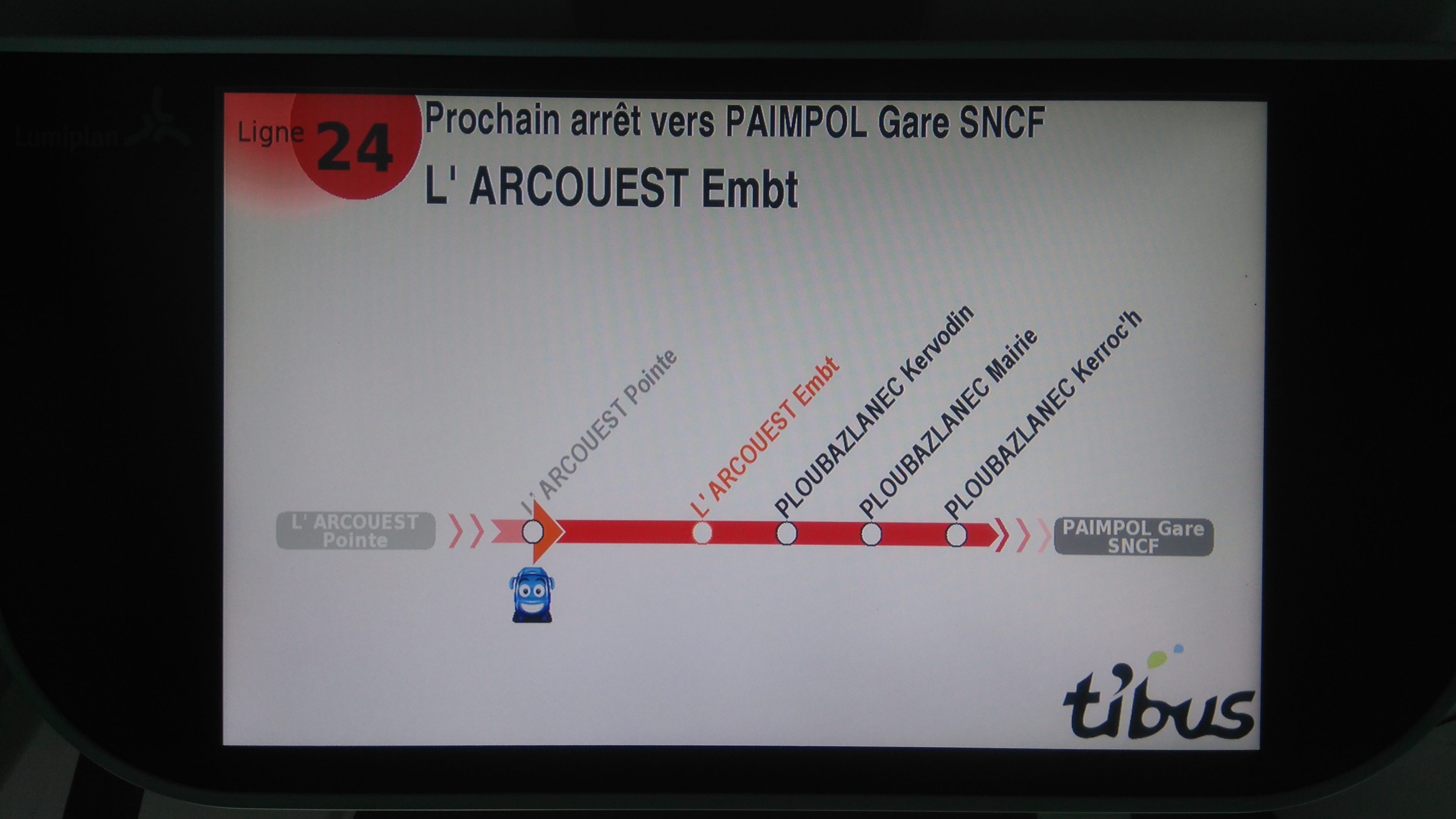
Écran d'information à bord d'un car du réseau Ti'Bus.

Pour les voyageurs, plusieurs outils permettent de retranscrire l'information en direct, notamment par un calcul en temps réel des horaires de passage estimés aux arrêts :
- À bord, des bandeaux défilants, des écrans et/ou des annonces sonores informent les clients sur leur trajet ;
- Aux arrêts, des Bornes d'Information Voyageurs (BIV)[2] peuvent informer de l'info trafic du réseau, du temps d'attente ou des prochains passage théoriques si les véhicules ne peuvent pas être localisés  ;
- Sur smartphone, une application du réseau peut informer de l'info trafic ou des horaires de passages, mais les clients peuvent aussi recevoir des informations par SMS ;
- Sur le site internet du réseau, dont certains informent des prochains passages réels ou théoriques à un arrêt[2].

Certains véhicules peuvent également avoir des annonces extérieures lorsque la porte s'ouvre, afin d'informer les clients de la ligne et de la destination.

## Spécificités
Certains réseaux disposent de systèmes d'information voyageurs spécifiques, notamment en Île-de-France :
- le Système d'information en ligne (SIEL) utilisé sur l'ensemble du réseau francilien ;
- les Annonces sonores et visuelles automatiques (ASVA) utilisé dans le métro de Paris ;
- le Système d'informations sonores et visuelles embarqué (SISVE) utilisé sur les lignes A et B du réseau express régional d'Île-de-France ;
- le Système d'information voyageurs embarqué (SIVE) utilisé sur le réseau RER géré par la SNCF et Transilien ;
- le système Infogare utilisé par la SNCF dans les gares franciliennes, remplacé par le système IENA.

## Statistiques
Le SAEIV permet de collecter des informations et des analyses statistiques sur les temps de parcours, et ainsi recaler les horaires de passages au besoin.
Relié à la billettique, il dénombre aussi le nombre de voyageurs qui ont validé leur titre de transport, et permet ainsi de faire des statistiques de fréquentation.

## Avenir
Avec l'arrivée de nouvelles technologies, certaines entreprises lancent de nouvelles version du SAEIV à partir d'applications sur téléphone. Ainsi, le conducteur dispose d'un smartphone qui est localisé, et qui retransmet les informations aux clients via une interface web, ou à l'exploitant via un logiciel.